# Высокий Двор (Архангельская область)
Высокий Двор — опустевшая деревня в Красноборском районе Архангельской области. Входит в состав Верхнеуфтюгского сельского поселения.

## География
Находится в юго-восточной части Архангельской области на расстоянии приблизительно 12 км на запад-юго-запад по прямой от административного центра поселения деревни Верхняя Уфтюга на правобережье реки Уфтюга.

## История
В 1859 году здесь (деревня Сольвычегодского уезда Вологодской губернии) было учтено 3 двора.

## Население
| 2002 | 2010 |
| ---- | ---- |
| 0    | →0   |

Численность населения: 22 человека (1859 год), 0 как в 2002 году, так и в 2010.